# Кинг Артур Парк (Монтана)
Кинг Артур Парк (енгл. King Arthur Park) насељено је место без административног статуса у америчкој савезној држави Монтана.

## Демографија
По попису из 2010. године број становника је 738.
| Група             | 2000.    | 2010.       |
| Белци             | 0 (0,0%) | 669 (90,7%) |
| Афроамериканци    | 0 (0,0%) | 5 (0,7%)    |
| Азијати           | 0 (0,0%) | 10 (1,4%)   |
| Хиспаноамериканци | 0 (0,0%) | 19 (2,6%)   |
| Укупно            | 0        | 738         |